# Катакомбы капуцинов
Катако́мбы капуци́нов (итал. Catacombe dei Cappuccini) — погребальные катакомбы, расположенные в городе Палермо на Сицилии, в которых в открытом виде покоятся останки более восьми тысяч человек — местной элиты и выдающихся граждан: духовенства, аристократии и представителей различных профессий. Это одна из самых знаменитых выставок мумий — скелетированные, мумифицированные, забальзамированные тела усопших лежат, стоят, висят, образуют композиции.

## Расположение
Катакомбы капуцинов расположены под Монастырём капуцинов (итал. Convento dei Cappuccini) за пределами исторического центра Палермо. От Пьяцца Индепенденца (Норманнский и Орлеанский дворцы) нужно пройти по Корсо Калатафими два квартала и затем свернуть по Виа Пиндемонте. Указанная улица завершается площадью Пьяцца Каппучини, на которой находится здание монастыря.

## История

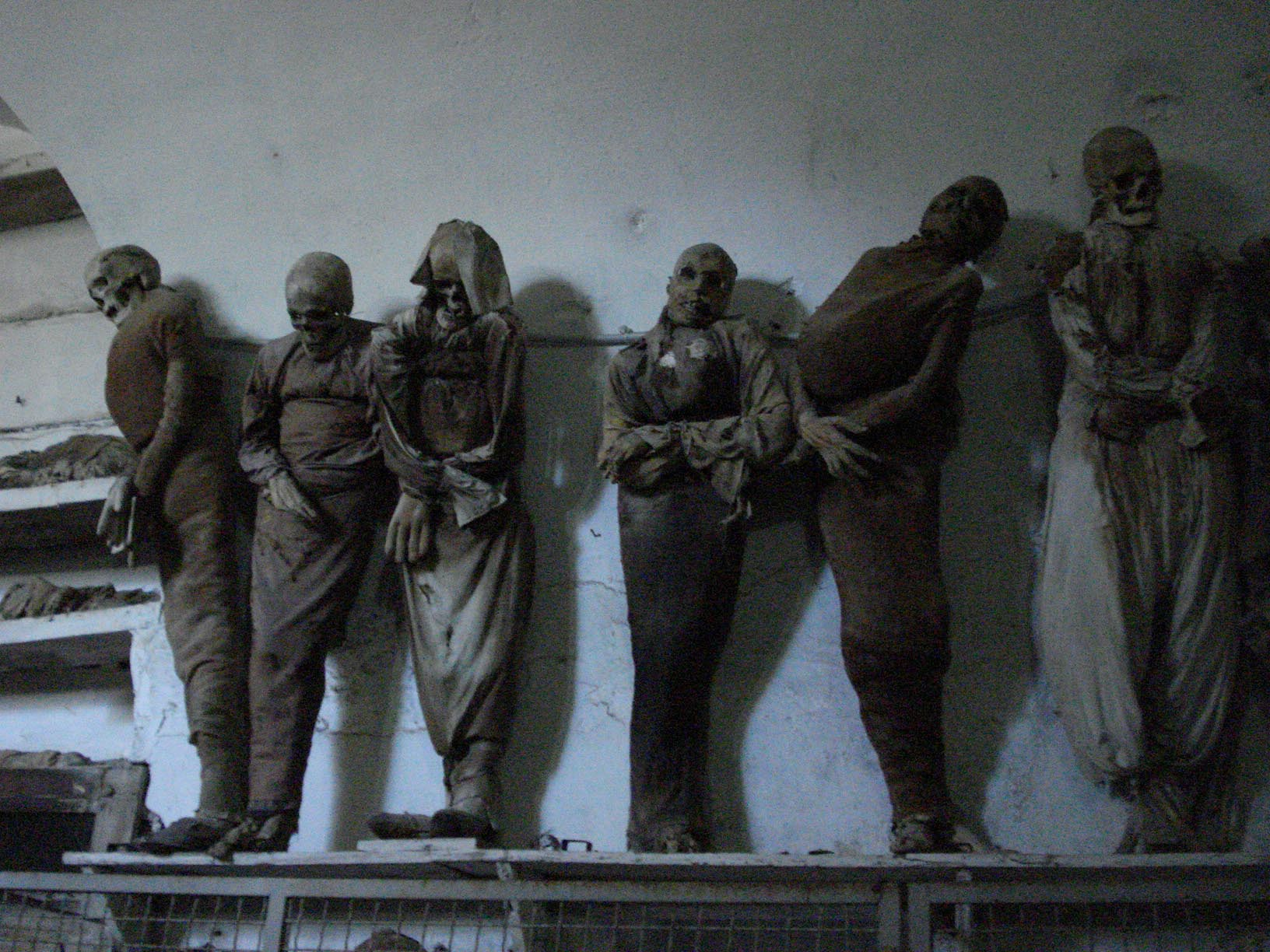
Один из видов Коридора мужчин

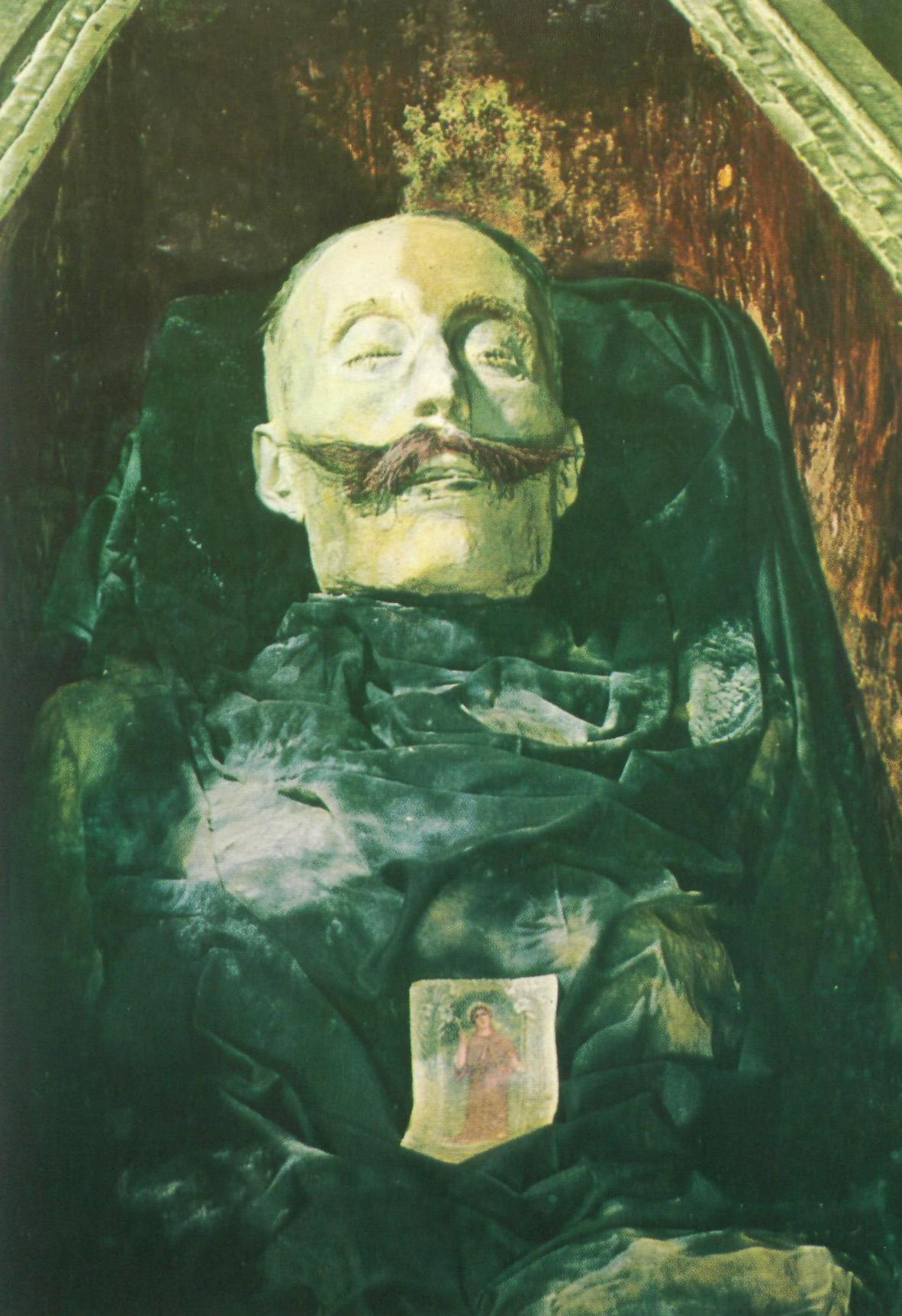
Тело Джованни Патернити (ум. 1911)

К концу XVI века количество насельников монастыря капуцинов значительно возросло, и возникла необходимость в достойном и вместительном кладбище для братии. Для этой цели была приспособлена крипта под монастырским храмом. В 1599 году здесь был погребён брат Сильвестро из Губбио, а затем сюда были перенесены останки нескольких ранее скончавшихся монахов. В дальнейшем помещение крипты стало тесным, и капуцины постепенно вырыли длинный коридор, в котором вплоть до 1871 года помещались тела умерших монахов.
Благотворители и жертвователи монастыря также выражали желание быть похороненными в Катакомбах. Для их захоронения были вырыты дополнительные коридоры и кубикулы. Вплоть до 1739 года разрешение на погребение в Катакомбах выдавали архиепископы Палермо или руководители ордена капуцинов, затем — настоятели монастыря. В XVIII—XIX веках Катакомбы капуцинов стали престижным кладбищем для духовных лиц, дворянских и буржуазных семей Палермо.
Катакомбы капуцинов были официально закрыты для погребений только в 1882 году. За три века на этом своеобразном кладбище было захоронено около 8 000 жителей Палермо — духовенства, монахов, мирян. После 1880 года по исключительным прошениям в Катакомбах были положены ещё несколько усопших, в том числе вице-консул США Джованни Патернити (1911) и двухлетняя Розалия Ломбардо, нетленные тела которых являются главными достопримечательностями катакомб.

## Методы погребения
Уже в XVII веке выяснилось, что особенность почв и атмосферы Катакомб капуцинов препятствуют разложению тел. Основным методом приготовления тел к размещению в Катакомбах стало высушивание их в специальных камерах (Collatio) в течение восьми месяцев. После этого срока мумифицированные останки омывали уксусом, облачали в лучшие одежды (иногда, согласно завещаниям, тела переодевали несколько раз в год) и помещали непосредственно в коридорах и кубикулах Катакомб. Некоторые тела помещались в гробы, но в большинстве случаев тела вывешивали, выставляли или укладывали в открытом виде в нишах или на полках вдоль стен.

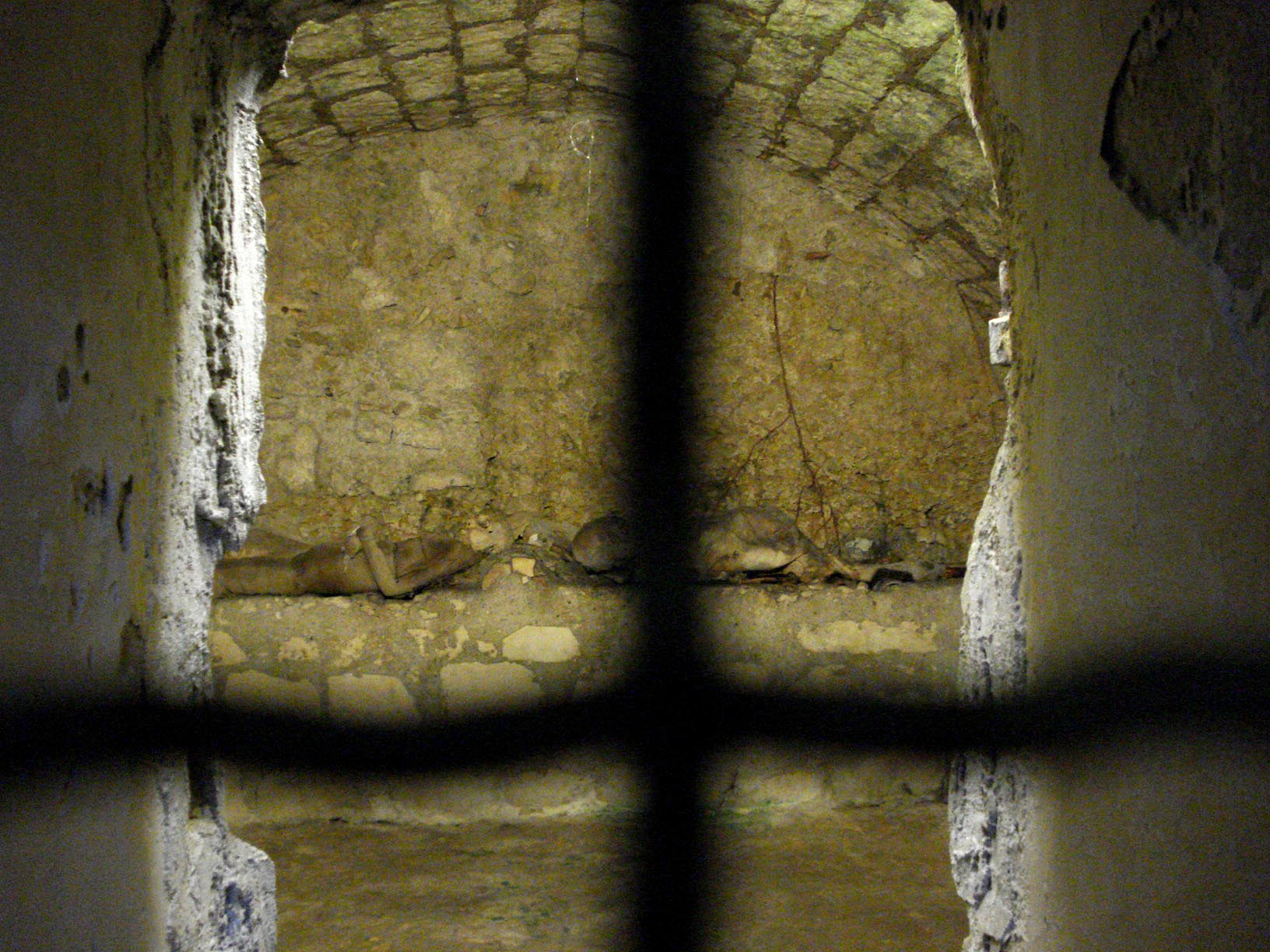
Collatio — комната для высушивания тел

Во время эпидемий метод сохранения тел видоизменялся: останки умерших погружали в разбавленную известь или растворы, содержащие мышьяк, а после этой процедуры тела также выставлялись на обозрение.
В 1837 году размещение тел в открытом виде было запрещено, но, по желанию завещателей или их родственников, запрет обходили: в гробах удаляли одну из стенок или оставляли «окошки», позволяющие видеть останки.
После официального закрытия Катакомб (1881) здесь были погребены ещё несколько человек, останки которых были забальзамированы. Самой последней здесь была погребена Розалия Ломбардо (умерла 6 декабря 1920 года). Произведший бальзамирование доктор Альфредо Салафия так и не открыл секрета сохранения тела; было известно лишь, что в основе его были химические инъекции. В результате остались нетленными не только мягкие ткани лица девочки, но и глазные яблоки, ресницы, волосы. В настоящее время секрет состава открыт итальянскими учёными по изучению бальзамирования. Найден дневник Альфредо Салафии, в котором описан состав: формалин, спирт, глицерин, соли цинка и салициловая кислота. Смесь подавалась под давлением через артерию и расходилась по кровеносным сосудам по телу. Проведённые в США исследования по бальзамированию с применением состава Салафии дали великолепные результаты.

## Описание катакомб

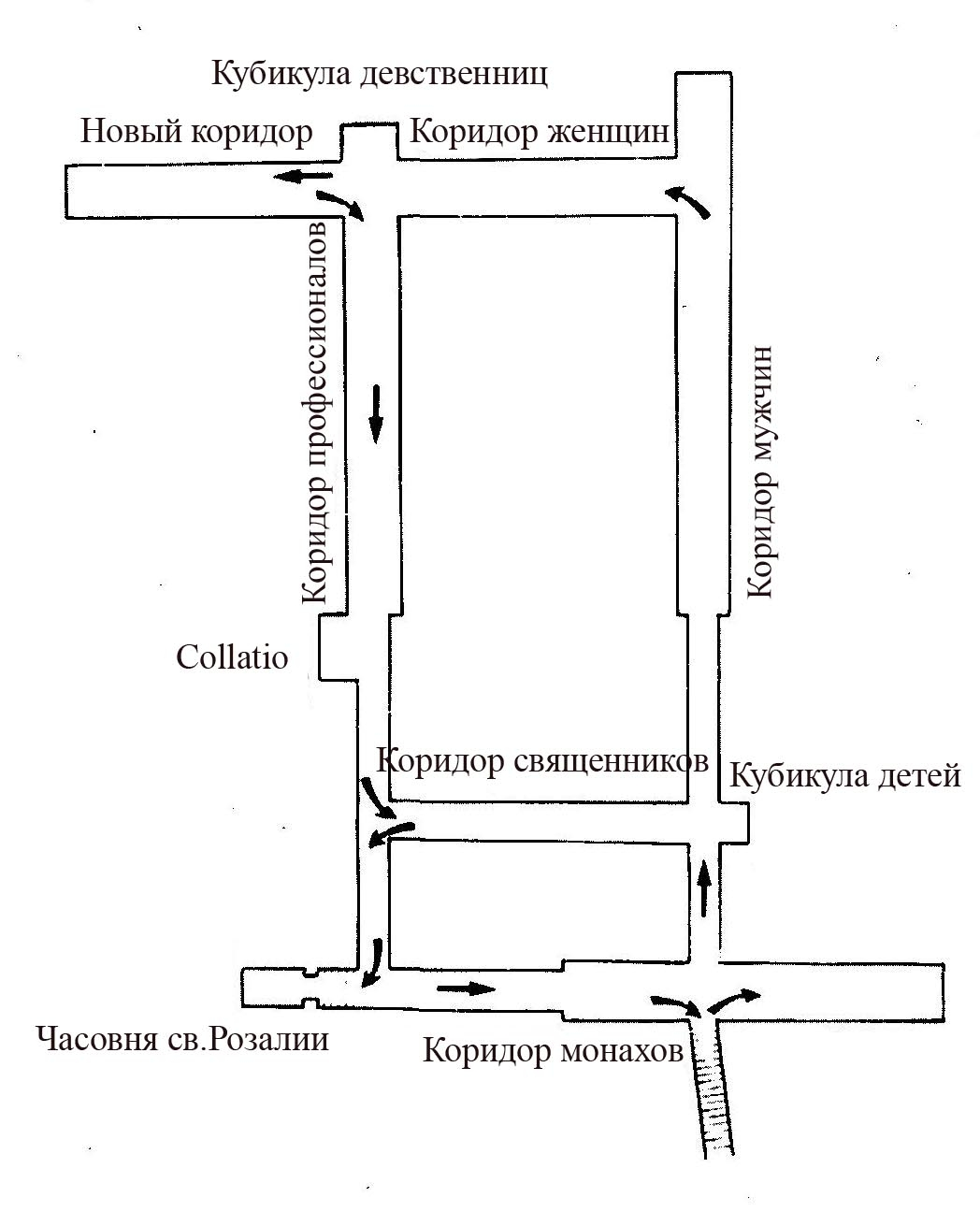
План Катакомб капуцинов

По мере увеличения числа захороненных здесь тел Катакомбы расширялись — увеличивались существовавшие коридоры и прорывались новые. В результате Катакомбы в плане приобрели вид прямоугольника с дополнительным коридором (Коридор священников), параллельным меньшей из сторон. Стороны прямоугольника — это так называемые Коридоры монахов, мужчин, женщин и профессионалов. На пересечении основных коридоров созданы небольшие кубикулы — детей, девственниц и часовня святой Розалии.
Первоначально вход в Катакомбы осуществлялся непосредственно из находящейся выше монастырской церкви. В 1944 году был открыт новый вход прямо с Пьяцца Каппучини.
Из практических соображений вход в «тупиковые» коридоры и кубикулы перекрыт решётками, а движение посетителей организовано по периметру прямоугольника.

### Коридор монахов

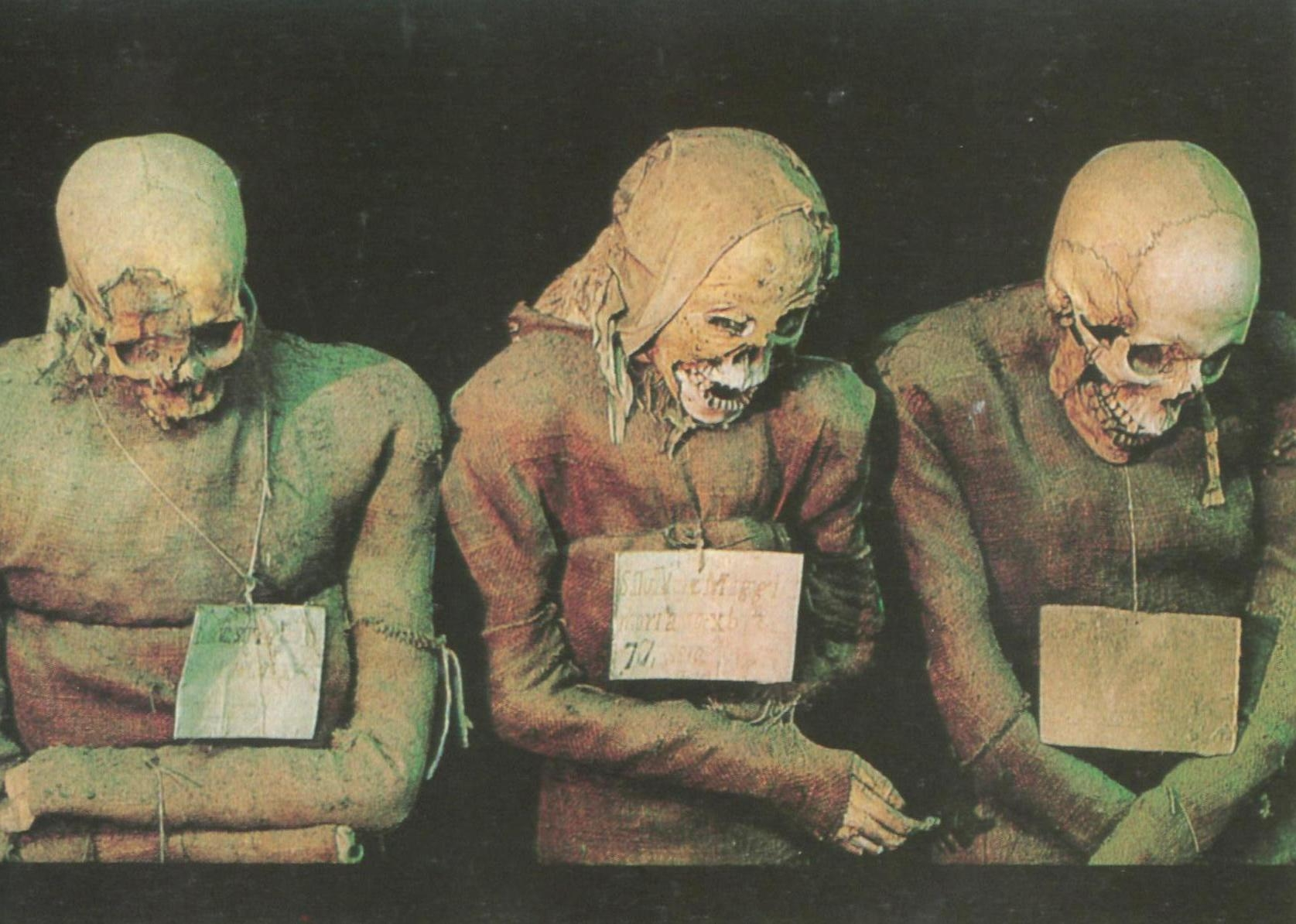
Типичный фрагмент Коридора монахов

Коридор монахов представляет собой исторически самую древнюю часть Катакомб. Захоронения производились здесь с 1599 по 1871 годы. В правой от нынешнего входа части коридора (закрыта для посещения) помещены тела 40 наиболее почитаемых монахов, а также следующих примечательных лиц:
— Алессио Нарбоне — духовный писатель,
— Аяла — сын тунисского бея, обратившийся в христианство и принявший имя Филипп Австрийский (умер 20 сентября 1622 года),
— дон Винченцо Агати (умер 3 апреля 1731 года).
В левой части коридора в числе других монахов помещены тела Сильвестра из Губбио (умер 16 октября 1599 года), первого из погребённых в Катакомбах, и Риккардо из Палермо (умер в 1871 году), последнего из капуцинов, похороненного здесь. Все тела капуцинов облачены в одеяния своего ордена — грубую рясу с капюшоном и с верёвкой вокруг шеи.

### Коридор мужчин

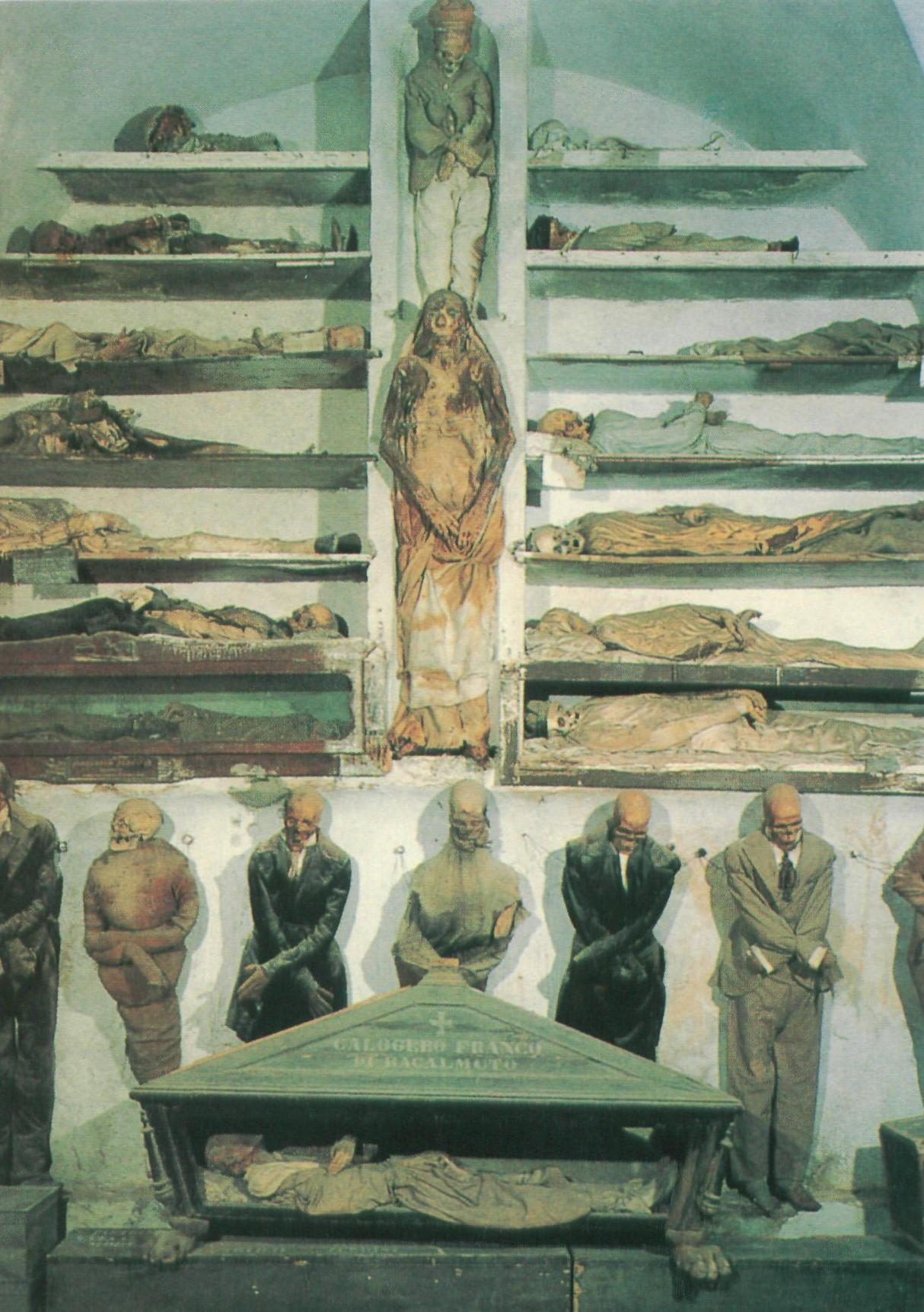
Фрагмент Коридора Мужчин

Коридор мужчин образует одну из двух длинных сторон прямоугольника. Здесь в течение XVIII—XIX века помещались тела благотворителей и жертвователей монастыря из числа мужчин-мирян. В соответствии с завещаниями самих похороненных здесь или желания их родственников тела усопших облачены в разнообразные одежды — от грубого погребального савана наподобие монашеского одеяния до роскошных костюмов, сорочек, жабо и галстуков.

### Кубикула детей
Кубикула детей расположена на пересечении Коридоров мужчин и священников. В небольшой комнатке в закрытых или открытых гробах, а также в нишах вдоль стен помещены останки нескольких десятков детей. В центральной нише помещено детское кресло-качалка, на котором сидит мальчик, держащий на руках свою младшую сестру.
Превратившиеся в скелеты останки составляют удивительный контраст с детскими костюмчиками и платьицами, любовно выбранными родителями, что отмечено Мопассаном в «Бродячей жизни».
…Мы приходим в галерею, полную маленьких стеклянных гробиков: это дети. Едва окрепшие косточки не выдержали. И трудно разглядеть, что, собственно, лежит перед вами, настолько они изуродованы, расплющены и ужасны, эти жалкие детишки. Но слезы навёртываются у вас на глаза, потому что матери одели их в маленькие платьица, которые они носили в последние дни своей жизни. И матери все еще приходят сюда поглядеть на них, на своих детей!

### Коридор женщин

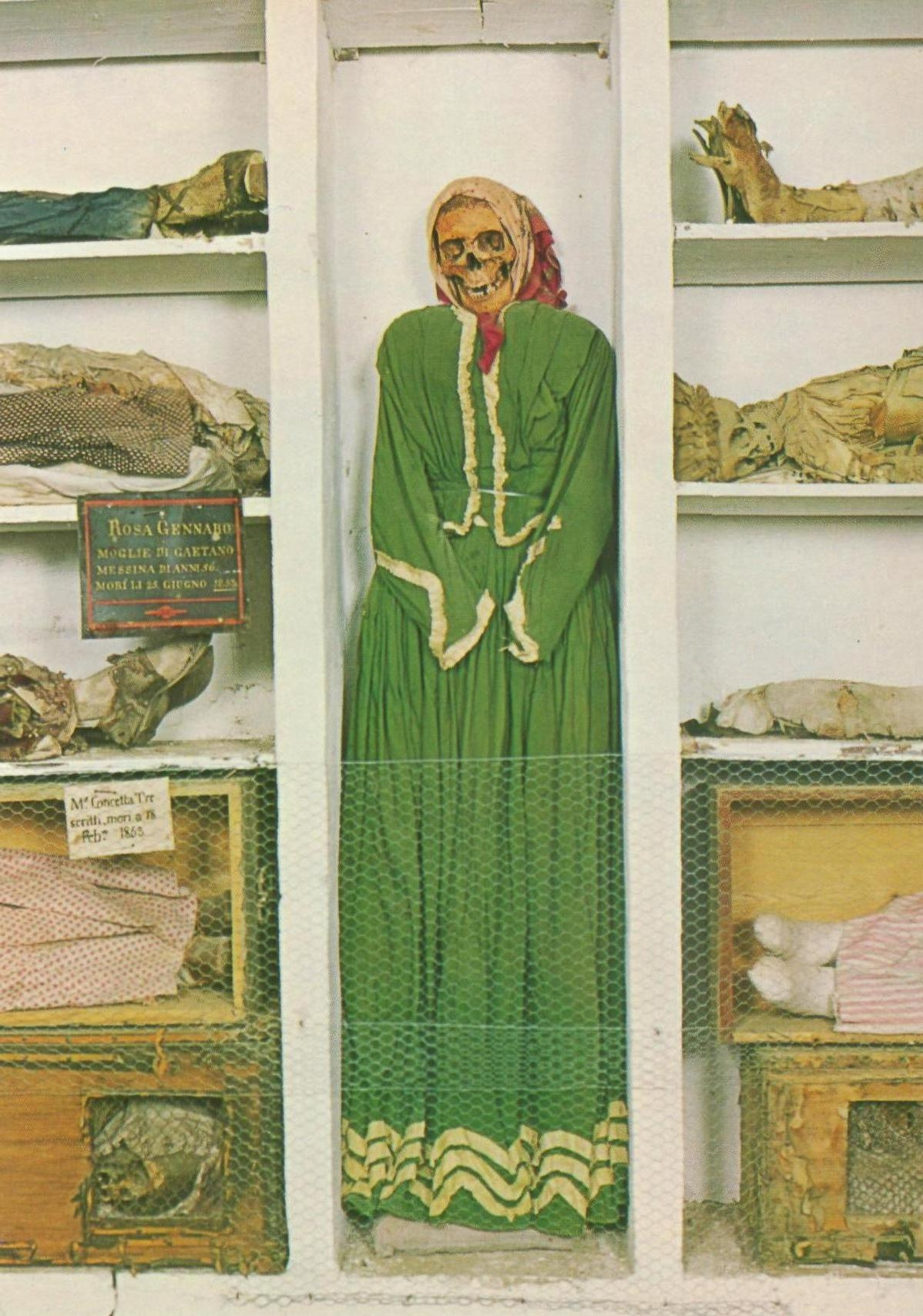
Фрагмент Коридора женщин

Коридор женщин образует одну из меньших сторон прямоугольника. Вплоть до 1943 года вход в этот коридор был закрыт двумя деревянными решётками, а ниши с телами были защищены стеклом. В результате бомбардировки союзников в 1943 году одна из решёток и стеклянные преграды были разрушены, а останки значительно повреждены.
Большинство помещённых здесь тел женщин лежат в отдельных горизонтальных нишах, и лишь несколько наиболее сохранившихся тел поставлены в вертикальных нишах. Тела женщин облачены в лучшие одежды по моде XVIII—XIX веков — шёлковые платья с кружевами и оборками, шляпки и чепцы. Шокирующее несоответствие между рассыпавшимися от времени останками и кричащими модными нарядами, в которые они облачены, подмечены Мопассаном.
Вот женщины, еще более уродливо комичные, чем мужчины, потому что их кокетливо принарядили. Пустые глазницы глядят на вас из-под кружевных, украшенных лентами чепцов, обрамляющих своей ослепительной белизной эти черные лица, жуткие, прогнившие, изъеденные тлением. Руки торчат из рукавов новых платьев, как корни срубленных деревьев, а чулки, облегающие кости ног, кажутся пустыми. Иногда на покойнике надеты одни лишь башмаки, огромные на его жалких, высохших ногах.

### Кубикула девственниц
Небольшая кубикула, расположенная на пересечении Коридоров женщин и профессионалов, отведена для погребения девушек и незамужних женщин. Около десятка тел лежат и стоят у деревянного креста, над которым помещена надпись «Это те, которые не осквернились с женами, ибо они девственники; это те, которые следуют за Агнцем, куда бы он ни пошёл» (Отк. 14:4). Головы девушек увенчаны металлическими венцами в знак девственной чистоты усопших.

### Новый коридор

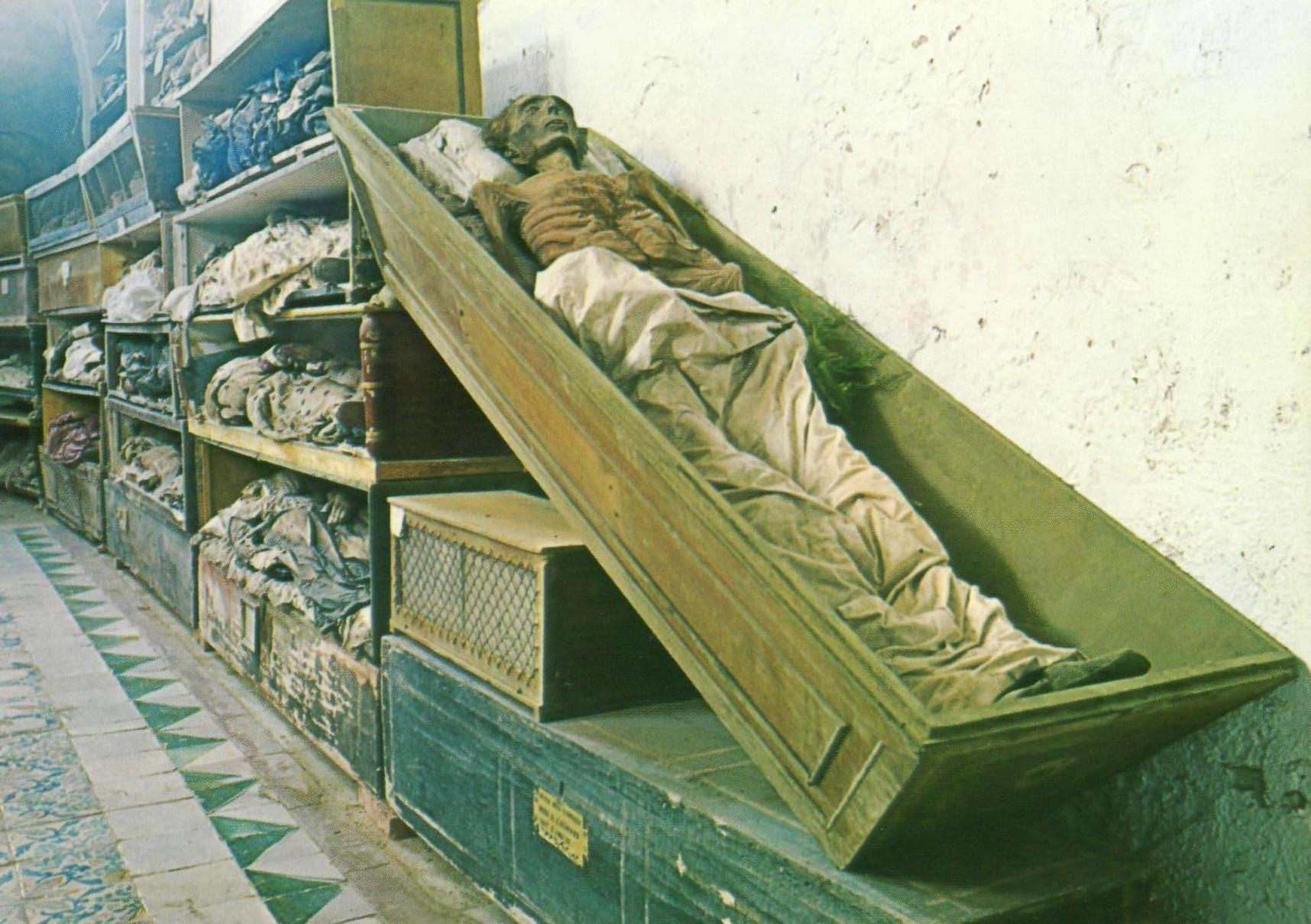
Новый коридор

Новый коридор — самая недавняя часть Катакомб, использовавшаяся после запрета выставлять на обозрение тела усопших (1837). Вследствие этого запрета в коридоре нет стеновых ниш. Всё пространство коридора было постепенно (1837—1882) заполнено гробами. В результате бомбардировки 11 марта 1943 года и пожара 1966 года большая часть гробов была уничтожена. В настоящее время уцелевшие гробы помещены вдоль стен в несколько рядов, так что в центральной части коридора можно увидеть пол, украшенный майоликой. Помимо этого, в Новом коридоре можно увидеть несколько «фамильных групп» — тела отца и матери семейства с их несколькими детьми-подростками выставлены вместе.

### Коридор профессионалов

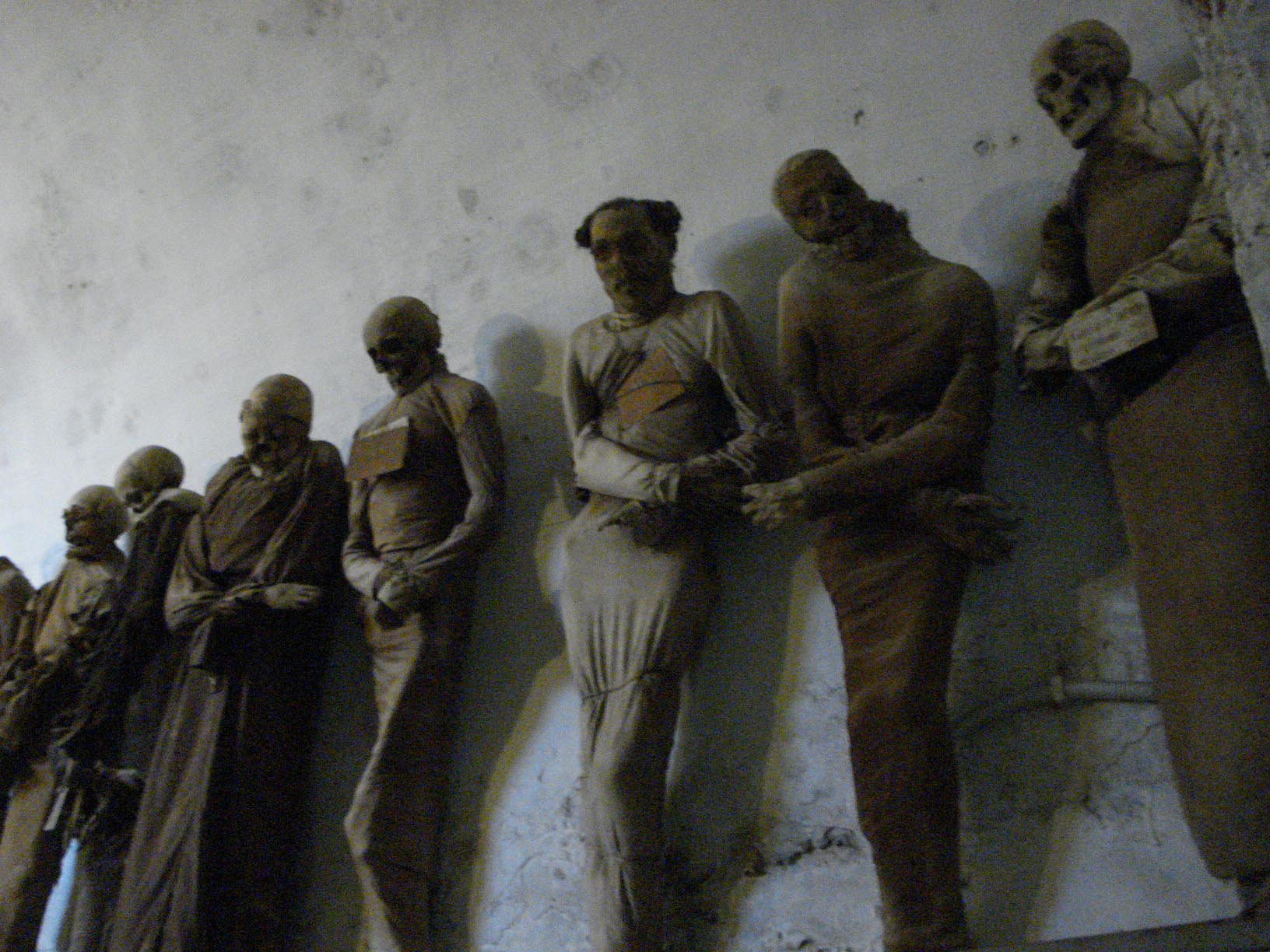
Фрагмент Коридора профессионалов

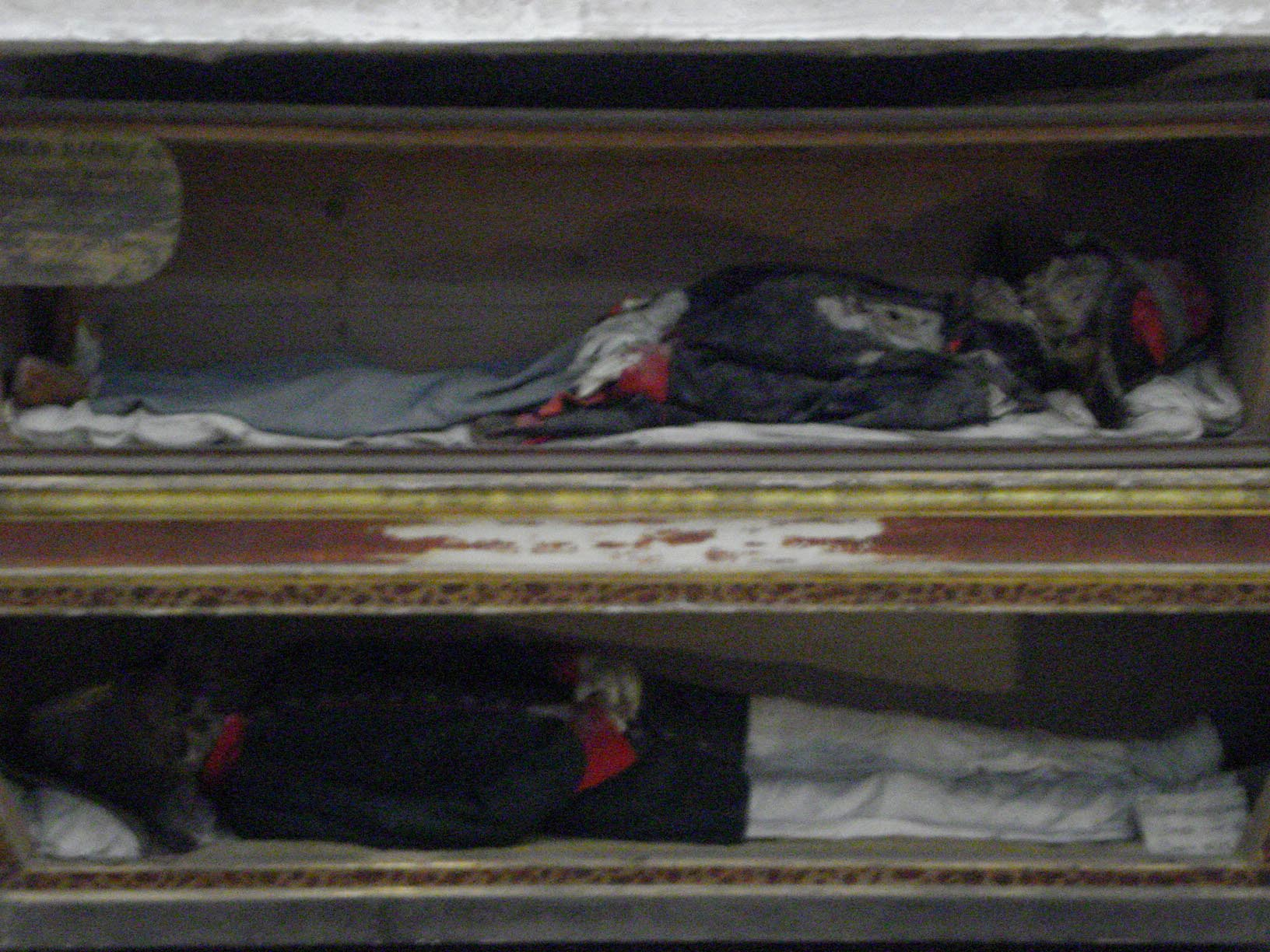
Тела двух военных (Франческо Энеа — нижний)

Коридор профессионалов, идущий параллельно Коридору мужчин, составляет одну из двух длинных сторон прямоугольника. В этом коридоре помещены тела профессоров, юристов, художников, скульпторов, профессиональных военных. В числе захороненных здесь примечательны:
— Филиппо Пеннино — скульптор,
— Лоренцо Марабитти — скульптор, работавший, в том числе, в соборах Палермо и Монреале,
— Сальваторе Манцелла — хирург,
— Франческо Энеа (умер в 1848 году) — полковник, лежащий в великолепно сохранившейся военной форме армии Королевства Обеих Сицилий.
Согласно местной легенде, принимаемой или отвергаемой различными исследователями, в Коридоре профессионалов покоится тело испанского живописца Диего Веласкеса.

### Коридор священников

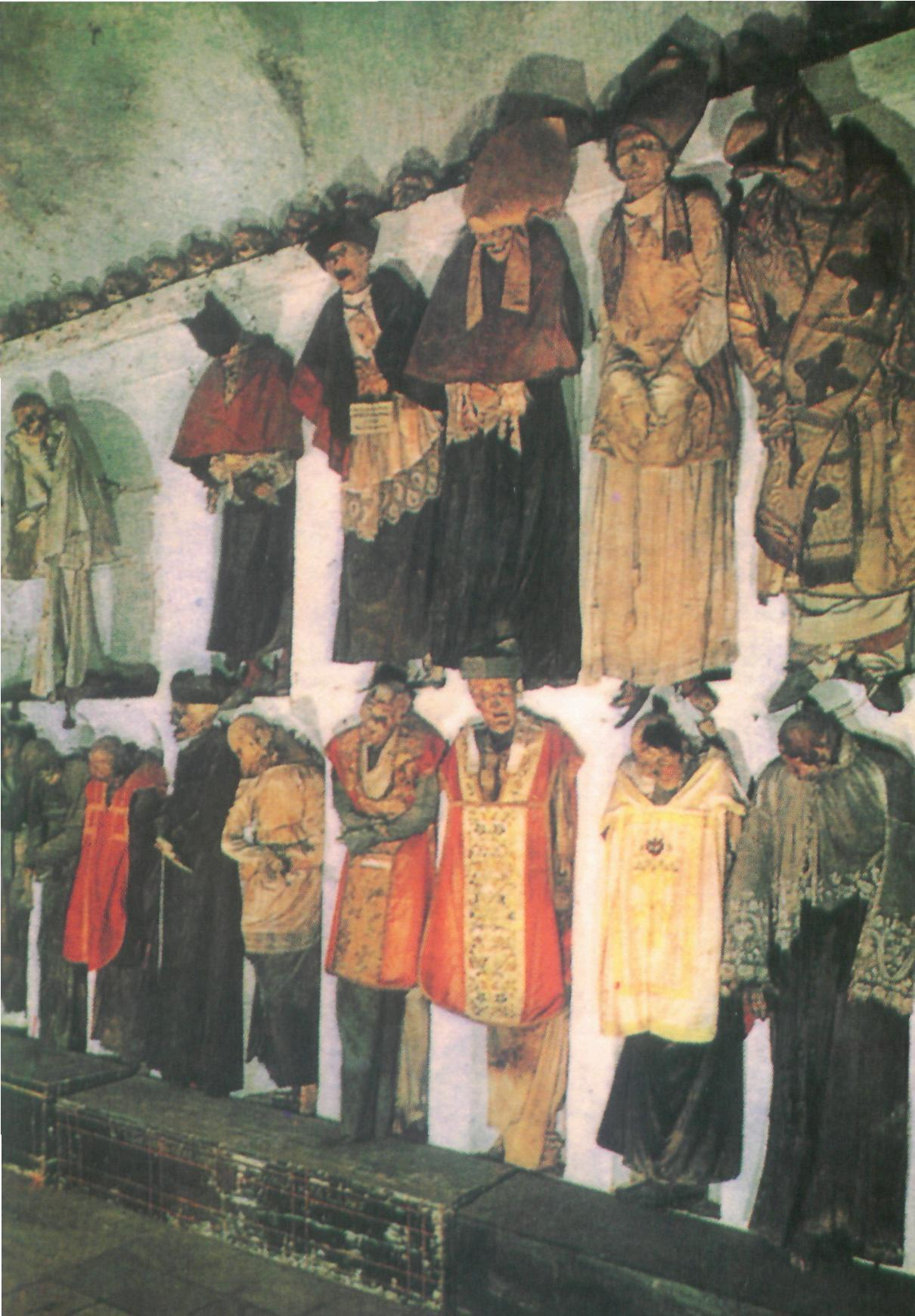
Фрагмент Коридора священников

Параллельно Коридорам монахов и женщин проходит дополнительный коридор, в котором помещены многочисленные тела священников епархии Палермо. Тела облачены в разноцветные богослужебные ризы, контрастирующие с иссохшими мумиями. В отдельной нише помещено тело единственного захороненного в Катакомбах прелата — Франко д’Агостино, епископа Пьяна-дельи-Албанези (Итало-албанская католическая церковь).

### Часовня святой Розалии

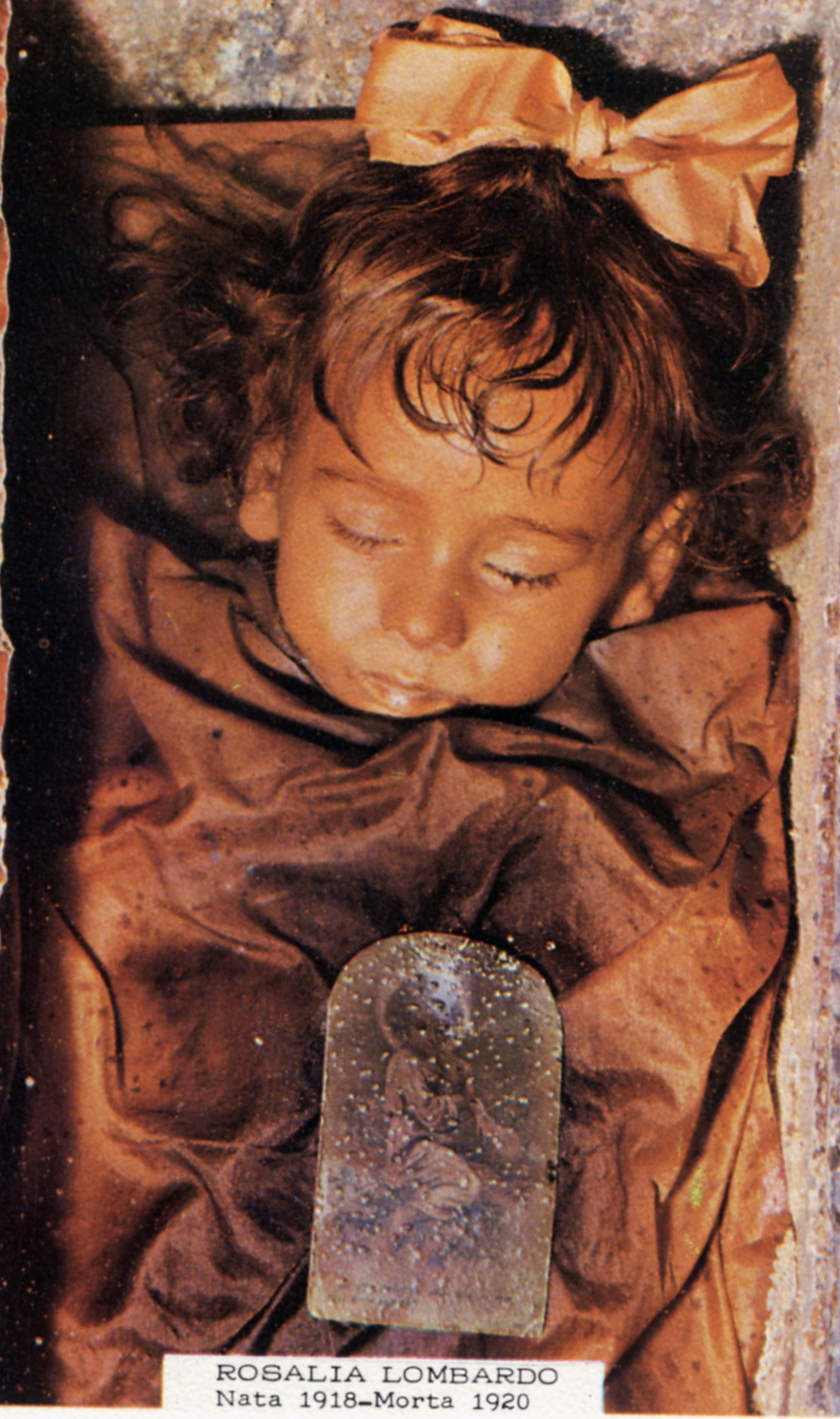
Тело Розалии Ломбардо (ум. 1920)

Самой известной частью Катакомб является часовня святой Розалии (до 1866 года была посвящена Богородице скорбей). В центре часовни в стеклянном гробу покоится тело однолетней Розалии Ломбардо (умерла в 1920 году). В результате успешного бальзамирования, которое провёл Альфредо Салафия, тело сохранилось совершенно нетленным.
В кубикуле, примыкающей к часовне, находится ещё несколько идеально сохранившихся тел. В их числе тело молодого человека с огненно-рыжими волосами, нескольких священников, а также вице-консула США Джованни Патернити (умер в 1911 году), единственного захороненного в Катакомбах гражданина США.

## Катакомбы капуцинов в мировой культуре
Катакомбы капуцинов рассматривались жителями Палермо как кладбище, хоть и необычное. Поскольку в XVIII—XIX веках захоронение здесь было вопросом престижа, в Катакомбах покоятся предки многих нынешних жителей Палермо. Катакомбы регулярно посещаются потомками тех, чьи тела находятся здесь. Более того, после официального закрытия Катакомб для погребений (1882), у стен монастыря было устроено «обычное» кладбище, так что традиция захоронения «у капуцинов» сохраняется до сих пор.
В различных городах и селениях Сицилии капуцины создали в подражание палермитанским Катакомбам другие подземные склепы, в которых также выставлены мумифицированные тела. Наиболее известным из этих склепов являются Катакомбы капуцинов в городке Савока (провинция Мессина), где хранятся около пятидесяти мумий представителей местного духовенства и знати.
2 ноября 1777 года, в день поминовения усопших, палермские Катакомбы посетил поэт Ипполито Пиндемонте, написавший под впечатлением увиденного поэму «Гробницы» («итал. Sepolcri»). В его представлении Катакомбы представляют собой знаменательное торжество жизни над смертью, свидетельство веры в грядущее Воскресение:
«Большие тёмные подземные комнаты, где в нишах, подобно восставшим призракам, стоят тела, покинутые душами, одетые, как в день своей кончины. Из их мёртвых мускулов и кожи искусство прогнало и испарило всякий след жизни, так что их тела и даже лица сохраняются веками. Смерть смотрит на них и ужасается своему поражению. Когда каждый год падающие осенние листья напоминают нам о скоротечности человеческой жизни и зовут нас посетить родные могилы и пролить на них слезу, тогда благочестивая толпа наполняет подземные кельи. И при свете лампад каждый обращён к некогда любимому телу и в его бледных чертах ищет и находит знакомые черты. Сын, друг, брат находит брата, друга, отца. Свет лампад мерцает на этих лицах, забытых Судьбой, и иногда как будто трепещущих…
И иногда тихий вздох или сдержанное рыдание звучат под сводами, и эти холодные тела будто отзываются на них. Два мира разделены ничтожной преградой, и Жизнь и Смерть никогда не были так близки.»

Спустя сто лет Катакомбы посетил Мопассан, описавший свои впечатления в «Бродячей жизни» (1890). В противоположность романтичному Пиндемонте, Мопассан ужаснулся увиденному, увидев в Катакомбах отвратительное зрелище гниющей плоти и отживающего суеверия:
«И я вижу вдруг перед собой огромную галерею, широкую и высокую, стены которой уставлены множеством скелетов, одетых самым причудливым и нелепым образом. Одни висят в воздухе бок о бок, другие уложены на пяти каменных полках, идущих от пола до потолка. Ряд мертвецов стоит на земле сплошным строем; головы их страшны, рты словно вот-вот заговорят. Некоторые из этих голов покрыты отвратительной растительностью, которая еще более уродует челюсти и черепа; на иных сохранились все волосы, на других — клок усов, на третьих — часть бороды. 

Одни глядят пустыми глазами вверх, другие вниз; некоторые скелеты как бы смеются страшным смехом, иные словно корчатся от боли, и все они кажутся объятыми невыразимым, нечеловеческим ужасом.

И они одеты, эти мертвецы, эти бедные, безобразные и смешные мертвецы, одеты своими родными, которые вытащили их из гробов, чтобы поместить в это страшное собрание. Почти все они облачены в какие-то черные одежды; у некоторых накинуты на голову капюшоны. Впрочем, есть и такие, которых захотели одеть более роскошно — и жалкий скелет с расшитой греческой феской на голове, в халате богатого рантье, лежит на спине, страшный и комичный, словно погруженный в жуткий сон…

Говорят, что время от времени на землю скатывается та или другая голова: это мыши перегрызают связки шейных позвонков. Тысячи мышей живут в этой кладовой человеческого мяса.

Мне показывают человека, умершего в 1882 году. За несколько месяцев перед смертью, веселый и здоровый, он приходил сюда в сопровождении приятеля, чтобы выбрать себе место.

— Вот где я буду, — говорил он и смеялся.

Друг его теперь приходит сюда один и целыми часами глядит на скелет, неподвижно стоящий на указанном месте…».

Среди знаменитостей XX века Катакомбы капуцинов посетил французский балетмейстер Морис Бежар.
Уникальное кладбище является одной из самых известных достопримечательностей Палермо, притягивающей множество туристов. Хотя фото- и видеосъёмка в Катакомбах запрещена, нескольким европейским и американским телекомпаниям, в том числе и НТВ, удалось получить разрешение на съёмки.

## Галерея

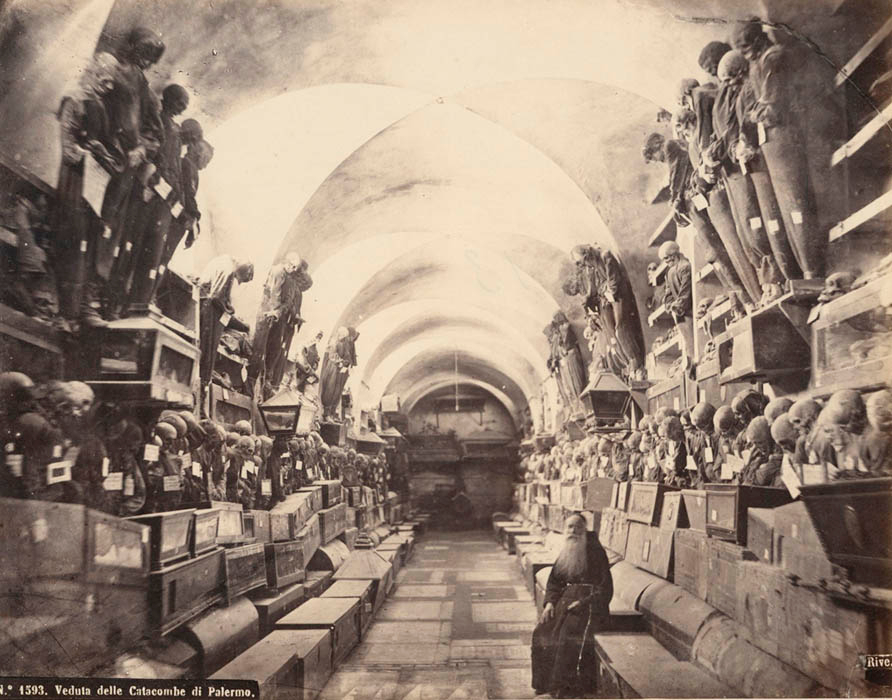
Вид Катакомб конца XIX века
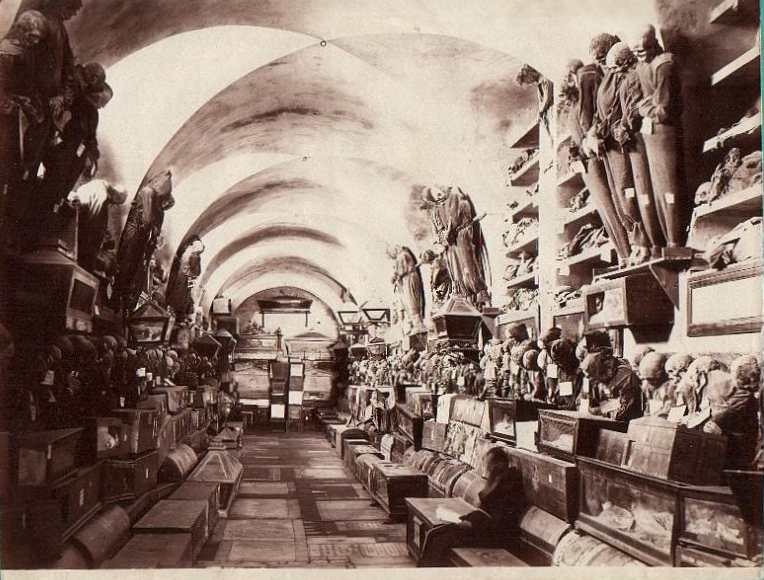
Вид Катакомб конца XIX века
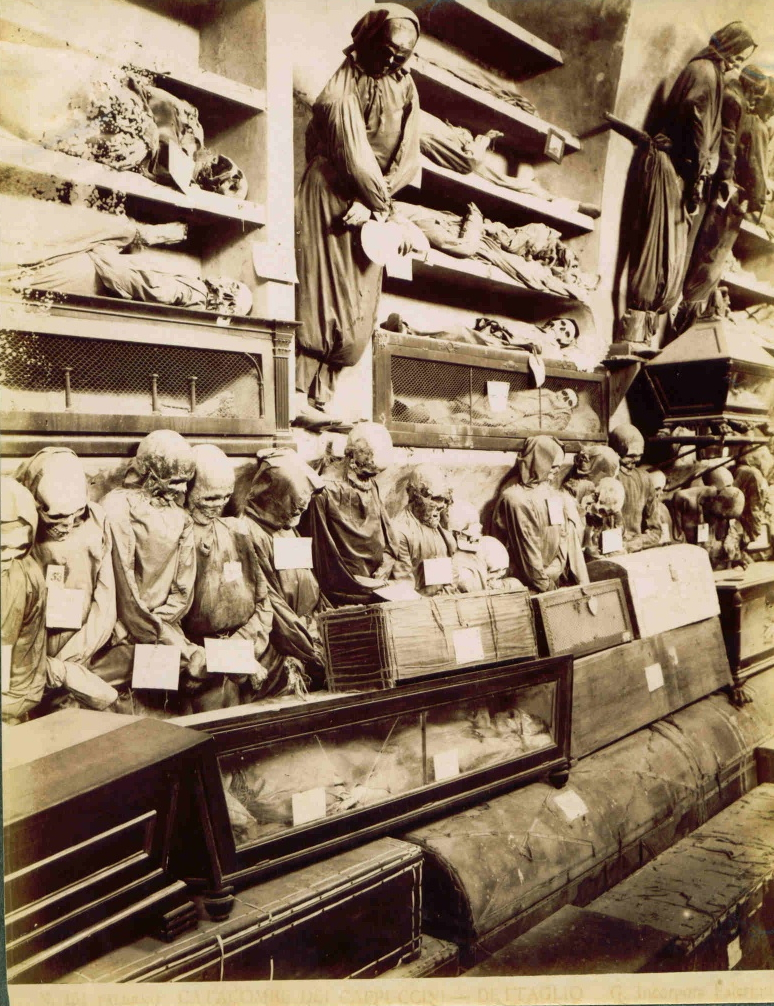
Вид Катакомб конца XIX века
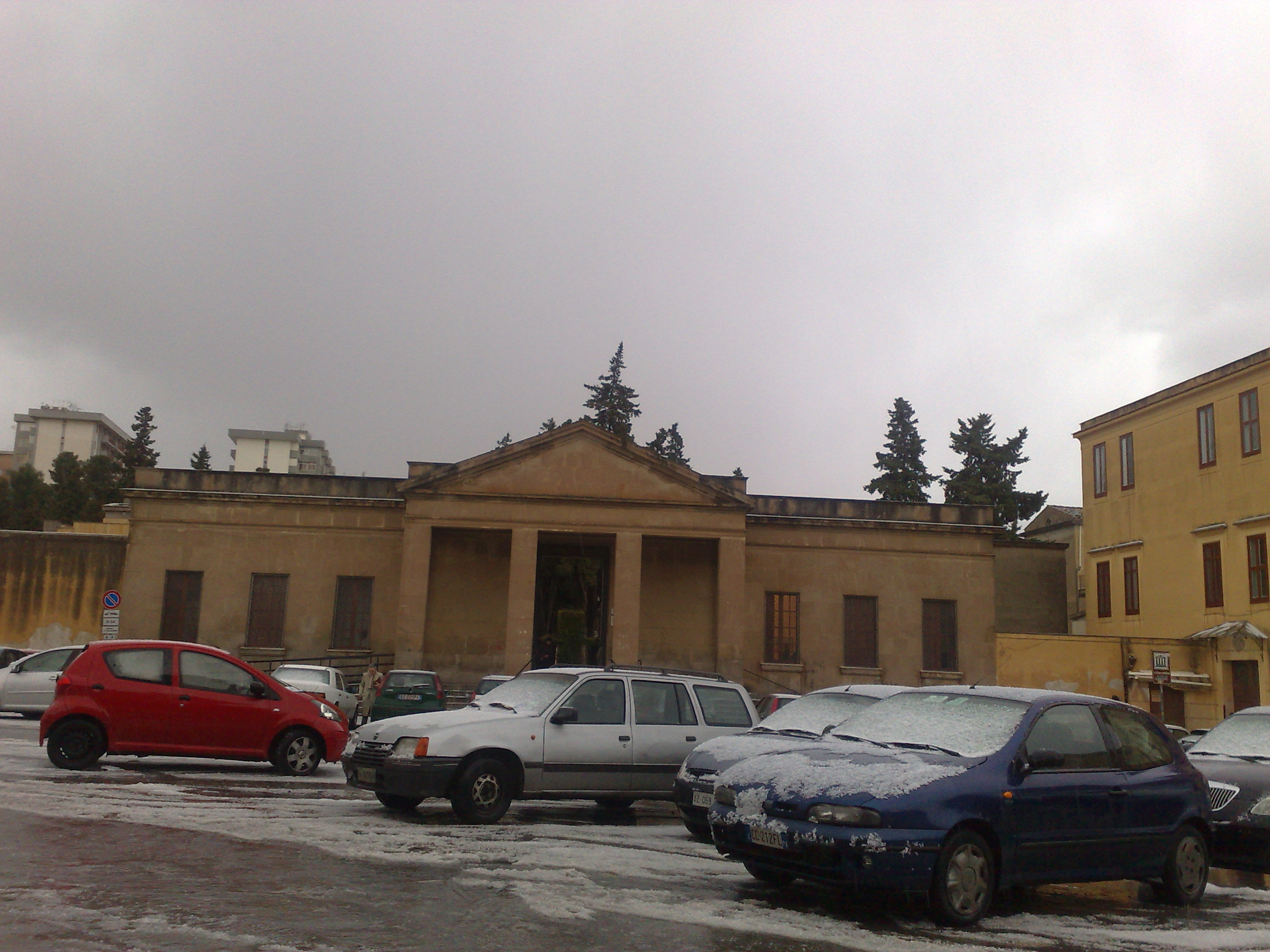
Вход в Катакомбы капуцинов в Палермо